# Parectropis conspurcata
Parectropis conspurcata är en fjärilsart som beskrevs av Walker 1866. Parectropis conspurcata ingår i släktet Parectropis och familjen mätare. Inga underarter finns listade i Catalogue of Life.